# فرودگاه موتابورا
فرودگاه موتابورا (به انگلیسی: Muttaburra Airport) یک فرودگاه همگانی با کد یاتا UTB است که یک باند فرود آسفالت دارد و طول باند آن ۱۵۲۴ متر است. این فرودگاه در کشور استرالیا قرار دارد و در ارتفاع ۲۳۰ متری از سطح دریا واقع شده‌است.